# Niels Peter Jensen (trädgårdsmästare)
Niels Peter Jensen, född 24 januari 1813 i Slagelse, död 9 juni 1887 i Helsingborg,
var en dansk-svensk trädgårdsmästare.
Jensen, som var son till postskjutsentreprenören Jens Jensen, utbildade sig inom lantbruk och trädgårdsskötsel på olika platser i Danmark och blev trädgårdsmästare på Rössjöholms gods i Skåne 1834. Han grundade vid Hälsan i Helsingborg fröhandel och gartneri i liten skala 1839 och anlade Ramlösa plantskola 1872. Han överlämnade 1877 rörelsen till sönerna C. och Petter Jensen. Han var en av grundarna av Skånska trädgårdsföreningen och ledamot av denna förenings styrelse 1876–1885. Han var under många år ledamot av Helsingborgs stadsfullmäktige och innehade flera andra kommunala uppdrag. Han beskrevs vid sin död som "en bland stadens mera framstående borgare"